# Gymnanthemum amygdalinum
Gymnanthemum amygdalinum là một loài thực vật có hoa trong họ Cúc. Loài này được (Delile) Sch.Bip. ex Walp. mô tả khoa học đầu tiên năm 1843.